# 葉夫根尼·莫羅佐夫
葉夫根尼·莫羅佐夫（羅馬化：Yawheni Marozaw，1984年—），白俄羅斯作家、研究者，以研究科技的政治和社會影響著稱。他被政客雜誌列為2018年最知名的28位歐洲人之一。

## 生涯
莫羅佐夫在1984年出生於白俄羅斯蘇維埃社會主義共和國明斯克州索利戈爾斯克。他高中畢業後入讀保加利亞美國大學，並且在移居美國前曾居住在柏林。
莫羅佐夫曾是史丹佛大學訪問學者、新美國基金會研究員以及《外交政策雜誌》供稿人。他也曾擔任喬治城大學埃德蒙·A·沃尔什外事学院雅虎研究員、開放社會基金會研究員、NGO網絡轉移新媒體的總監以及俄羅斯報章《Akzia》的供稿人。2009年，被选为TED Fellow，在此他讲述了网络是如何影响威权主义国家、封闭社会或「转型」国家的公民參與与政权稳定。
莫羅佐夫曾任《外交雜誌》的特約編輯，並在該雜誌網站經營「"Net Effect」網誌，其文章曾經出現在世界各地的出版物，包括《經濟學人》、《国际先驱论坛报》、《开放民主网》、《新聞周刊》、《Slate》、《外交政策雜誌》等、《聖保羅頁報》以及《法兰克福汇报》。
2013年起，莫羅佐夫在哈佛大學修讀科學史博士課程，他在2018年5月取得學位。

## 著作
- Morozov, Evgeny. . New York, USA: PublicAffairs. January 2011. ISBN 978-1-58648-874-1. Hardback edition.
- Morozov, Evgeny. . New York, USA: PublicAffairs. March 2013. ISBN 978-1-61039-138-2. Hardback edition.